# Cesny-aux-Vignes
Cesny-aux-Vignes település Franciaországban, Calvados megyében. Lakosainak száma 419 fő (2022. január 1.). Cesny-aux-Vignes Ouézy, Valambray és Mézidon-Vallée-d’Auge községekkel határos.

## Népesség
A település népességének változása:
| Lakosok száma | 297  | 401  | 459  | 449  | 447  | 417  | 422  | 416  | 417  | 419  |
|               | 2006 | 2011 | 2013 | 2015 | 2016 | 2018 | 2019 | 2020 | 2021 | 2022 |